# Lola Moreno Molino
María Dolores «Lola» Moreno Molino (Barcelona, 1976) és una inspectora de policia i política espanyola, consellera de Polítiques Socials i Família de la Comunitat de Madrid des de 2018.
Nascuda el 1976 a Barcelona, es va llicenciar en dret per la Universitat de Jaén i es va diplomar en Ciències Policials per la Universitat de Salamanca. Va treballar com a inspectora de policia durant 15 anys i es va especialitzar en violència de gènere.
Directora general de la Dona dins el govern regional de la Comunitat de Madrid des de febrer de 2016, al maig de 2018 va ser nomenada consellera de Polítiques Socials i Família del nou govern regional presidit per Ángel Garrido, en substitució de Carlos Izquierdo Torres. Va prendre possessió del càrrec el 22 de maig.